# فرانچسکا سالوالاجو
فرانچسکا سالوالاجو (به انگلیسی: Francesca Salvalajo) (زادهٔ ۲۰ ژوئیهٔ ۱۹۷۲) شناگر اهل ایتالیا است.